# Château de Pleinbosc
Le château de Pleinbosc ou château de Plain-Bosc est une demeure du XVIe siècle qui se dresse sur le territoire de la commune française d'Étoutteville, dans le département de la Seine-Maritime, en région Normandie.
Le château, propriété privée non ouverte à la visite, est partiellement inscrit au titre des monuments historiques.

## Localisation
Le château de Pleinbosc est situé dans la commune d'Étoutteville, dans le département français de la Seine-Maritime.

## Historique
Dès le XIIe siècle, la seigneurie de Plain Bosc, qui relevait du comté de Maulévrier, est entre les mains de la famille de Tonneville. Elle sera donnée à la fin du XVe siècle par le roi à Louis de Brézé, grand sénéchal de Normandie. En 1570, Claude de Lorraine, duc d'Aumale, et son épouse Louise de Brézé la vende à Georges Langlois, à qui l'on doit la construction du château,.
Au milieu du XVIIIe siècle, le château est entre les mains de la famille Le Bègue de Germiny. En 1987 il est la possession du comte de Maupeou d'Ableiges, que ses ancêtres avaient acquis en 1813.

## Description
Le château de Pleinbosc se présente sous la forme d'une grande gentilhommière caractéristique de l'époque d'Henri IV. Le corps de logis unique et ses tourelles d'angles, bâti en brique et pierre, est surmonté d'un haut comble. On y accède par des porches percés dans le mur d'enceinte. Un colombier complète l'ensemble.

## Protection
Les façades et toitures du château ; la cheminée de la pièce située à gauche de l'entrée principale au rez-de-chaussée ; le mur d'enceinte avec ses deux porches d'entrée et le pigeonnier sont inscrits par arrêté du 3 mai 1974.